# کوچه (شهرستان اوک)
کوچه (به لهستانی:  Kucze) یک روستا در لهستان است که در گمینا کالینووو واقع شده‌است.